# Apogonia aeneomicans
Apogonia aeneomicans är en skalbaggsart som beskrevs av Moser 1913. Apogonia aeneomicans ingår i släktet Apogonia och familjen Melolonthidae. Inga underarter finns listade i Catalogue of Life.